# 最良
| ウィキペディアには「最良」という見出しの百科事典記事はありません（タイトルに「最良」を含むページの一覧/「最良」で始まるページの一覧）。 代わりにウィクショナリーのページ「最良」が役に立つかもしれません。 |